# Henley-on-Thames
Henley-on-Thames is een civil parish in het bestuurlijke gebied South Oxfordshire, in het Engelse graafschap Oxfordshire. De plaats ligt aan de rivier de Theems (Thames) en telde in 2011 11.619 inwoners.
De plaats heeft een grootse roeihistorie met de Leander Club, de oudste roeivereniging ter wereld, en met (een van) de meest prestigieuze roeiwedstrijd(en) ter wereld, de Henley Royal Regatta.
Op het bij Henley gelegen landgoed Greenlands is de Henley Business School gevestigd. Het is de oudste managementschool in het Verenigd Koninkrijk. Deze school, die oorspronkelijk het Administrative Staff College heette, werd in 1945 opgericht als een burgerlijk equivalent van de militaire academie. Bij de fusie in 2008 met de businessschool van de Universiteit van Reading is de naam veranderd in Henley Business School.
Direct ten westen van het dorpscentrum bevindt zich op 25 hectare het landgoed Friar Park. Het was sinds 1970 de woonplaats van George Harrison en tevens de locatie van zijn Friar Park Studios Henley-on-Thames (FPSHOT) opnamestudio's waar veel van zijn eigen werk, als ook albums van de Traveling Wilburys, Roy Orbison en Ringo Starr opgenomen werden.
In 2001 lukte het Boris Johnson om parlementslid te worden, en wel voor Henley-on-Thames.

## Geboren in Henley-on-Thames
- Richard Burnell (1917-1995), roeier
- David Tomlinson (1917-2000), acteur
- Neal Whitmore (1960), gitarist
- Nicola Fairbrother (1970), judoka
- James Alexander Lawrence (1992), voetballer

## Overleden in Henley-on-Thames
- Gladys Cooper (1888-1971), actrice
- Vicki Brown (1940-1991), zangeres
- Dusty Springfield (1939-1999), zangeres